# Langhorne (Pennsylvanie)
Pour les articles homonymes, voir Langhorne.
Langhorne est un borough du comté de Bucks en Pennsylvanie, aux États-Unis.
En 2020, sa population était de 1 643 habitants.